# Resil
A empresa Resil (que vem de Resiliência) nasceu no dia 4 de abril de 1955 quando Jerzy Sachs é uma fábrica de auto peças e extintores de incêndio, anteriormente sua sede ficava em São Paulo, porém por falta de espaço sua sede mudou para Diadema, onde permanece até hoje. Tem várias ligações com empresas automobilísticas como a Fiat. Suas fábricas são: São Paulo, Minas Gerais, Bahia, Rio Grande do Sul, e na Argentina. ISO 9001.